# 레고 닌자고: 섀도 오브 로닌
《레고 닌자고: 섀도 오브 로닌》(Lego Ninjago: Nindroids)은 2015년 발매된 레고 닌자고 액션 어드벤처 게임으로, 《레고 닌자고: 닌드로이드》(2014)의 속편이다. TT 퓨전에서 개발하여 2015년 닌텐도 3DS, 플레이스테이션 비타와 안드로이드, iOS용으로 발매되었다.

## 성우진
- 테일러 클라크힐 - 카이
- 제인 콜링우드 - 로이드
- 래즈머스 하디커 - 콜
- 줄스 더종 - 니야, 에드나
- 켈리 매럿 - 마사코
- 조지프 메이 - 로닌
- 에릭 마이어스 - 마스터 우
- 댄 러셀 - 다레스, 히비키
- 케리 셰일 - 제이, 에드
- 재러드 주스 - 쟌